# Leon O. Morgan
Leon Owen Morgan, (a veces llamado Tom Morgan), (Oklahoma City, Estados Unidos, 25 de octubre de 1919 - Austin, Texas, EE. UU., 29 de julio de 2002) fue un químico estadounidense que ejerció como profesor de química en la Universidad de Texas en Austin. Fue co-descubridor de un elemento químico: el americio.

## Formación académica
Nació en Oklahoma City en 1919. En 1941, se graduó summa cum laude en la Universidad de Oklahoma City. Luego, ingresó en la Universidad de Texas en Austin y realizó su máster en química en 1942.

## Primeros trabajos
Durante la Segunda Guerra Mundial, se desarrolló el Proyecto Manhattan cuya meta era la fabricación de la bomba atómica. Morgan fue destinado en la Universidad de Chicago como miembro del grupo de investigación en metalurgia especializado en química nuclear, bajo la dirección del Premio Nobel Glenn T. Seaborg, y trabajó en la química del procesamiento del plutonio. Ello le permitió colaborar en el aislamiento del curio y ser codescubridor del elemento 95, el americio, en 1944-45. Después de la Segunda Guerra Mundial, completó su doctorado con Glenn Seaborg en la Universidad de California en Berkeley.

## Carrera científica

### En busca de nuevos elementos
Leon O. Morgan formaba parte del Laboratorio de Metalurgia (LabMet) de la Universidad de Chicago, que estaba dirigido por Glenn T. Seaborg. Disponían de la cantidad suficiente de plutonio (descubierto en 1940-41, estaba siendo producido en Hanford Site para fabricar armas nucleares), para poder estudiarlo. Ello permitiría a este grupo descubrir nuevos elementos, aunque las dificultades para su estudio y aislamiento fueron muy grandes.
Aprovechando la disponibilidad de plutonio, en 1944, Seaborg decidió extender la búsqueda a elementos de mayor número atómico, indicando a los químicos Ralph A. James y Leon O. Morgan que irradiasen plutonio en el ciclotrón de Berkeley y enviasen las muestras a Chicago para que Albert Ghiorso las analizase. Mediante la identificación de las partículas alfa características emitidas por las muestras activadas, confirmaron la presencia del nuevo elemento.

### Descubrimiento del americio
El americio (número atómico 95) fue así descubierto en 1944-45 por Glenn T. Seaborg (1912-1999), Ralph A. James, Leon O. Morgan (Tom), y Albert Ghiorso durante su trabajo con plutonio en la Universidad de Chicago dentro del proyecto Manhattan, mediante irradiación de plutonio con neutrones dentro del ciclotrón de 60 pulgadas de la Universidad de California en Berkeley. Recibe ese nombre en honor del continente americano.

### Doctorado en Berkeley
En 1946, continuó la investigación sobre química nuclear de los elementos más pesados, y sobre trazadores, recibiendo el doctorado en el año 1947 en la Universidad de California (Berkeley).

### Profesor de química en Austin
Tras el doctorado, Leon Morgan fue contratado en 1947 por la Facultad de Química de la Universidad de Texas en Austin donde se retiró como profesor emérito en 1993, dedicando ese largo periodo a la docencia, investigación y otros servicios universitarios. Inició un programa de química nuclear y radioquímica, principalmente de los elementos wolframio, renio y osmio, y de estudio de los procesos electroquímicos.
Fue director del programa de química de primer año, impartió clases en diferentes niveles y supervisó las actividades de investigación de un número significativo de estudiantes de posgrado y posdoctorales.
A mediados de los 50 investigó el uso de la espectroscopia de resonancia magnética nuclear para estudiar las estructuras y el comportamiento de las moléculas en campos magnéticos intensos. Colaboró en el desarrollo de una teoría de las interacciones electrón-núcleo que conduce a una relajación de spin mejorada, la teoría de Solomon-Bloembergen-Morgan (SBM). Esta investigación que ayudó a establecer las bases para la resonancia magnética, una de las herramientas de diagnóstico más importantes en medicina.
Ejerció diversos cargos en la universidad como asesor de posgrado en química en 1975-78, presidente de la Asamblea de Postgrado (Graduate School) de 1978-80, miembro del Consejo Universitario Intercolegial de Atletismo en 1968-72 y presidente de ese consejo en 1979-87. Después de su jubilación, fue nombrado presidente del Comité Asesor de la Universidad de Texas en Austin.
Dedicó sus últimas investigaciones al estudio de disoluciones de complejos de coordinación de metales de transición, con énfasis en aquellos de interés biológico, tales como las estructuras de hierro-porfirina presentes en la hemoglobina y el citocromo-c.

### Otros puestos
Además de su carrera universitaria, Morgan mantuvo una consultoría junto con sus colegas del Laboratorio Científico de Los Álamos en Nuevo México. En 1964 fue nombrado editor asociado de la revista científica Journal of Chemistry Physics de la ACS.

## Publicaciones
- The New Element Americium (Atomic Number 95). Glenn T. Seaborg, Ralph A. James, & Leon O.Morgan. NNES PPR (National Nuclear Energy Series, Plutonium Project Record), Vol. 14 B The Transuranium Elements: Research Papers, Paper No. 22.1, McGraw-Hill Book Co., Inc., New York, 1949.